# Хохлатый старик
Хохлатый ста́рик (лат. Synthliboramphus wumizusume) — небольшая птица семейства чистиковых. Подвидов не выделяют.

## Описание
Хохлатый старик достигает длины 24—26 см и массы от 164 до 183 см, размах крыльев около 43 см. Голова чёрного цвета с чёрным хохолком (только летом). От верхней части каждого глаза идёт белая полоса; полосы сходятся на затылке; зимой полосы малозаметны. Верхняя часть тела черноватая и голубовато-серая, горло и нижняя часть тела белые, ноги и ступни желтовато-серые. Короткий толстый клюв голубовато-серый, подклювье темнее. Радужная оболочка тёмно-коричневая.

## Распространение
Хохлатый старик обитает в большей части в Японии, встречаются особи и в России (побережье юга Сахалина, южные Курилы, Южное Приморье). Птицы селятся на скалистых берегах. Хохлатые старики гнездятся небольшими колониями, гнёзда расположены в 50—60 м от воды. В гнезде обычно два яйца.

## Угроза и охрана
Популяция птиц сократилась из-за расположения полигона американской военной авиации на острове Идзу. Особую опасность для хохлатого старика представляют вороны, чайки, крысы. В 2015 году общая численность составляла 2600-4700 пар, что соответствует примерно 5200-9400 взрослым особям. Численность популяции в Корее по оценкам составляла менее 100 гнездящихся пар и около 50-1000 особей на зимовке, а в Японии — около 100-10000 гнездящихся пар и около 50-1000 зимующих особей.